# Genevieve Townsend
Genevieve Townsend (nascida Genevieve Schmich, em Freeport , 4 de dezembro de 1897 – 1 de maio de 1927), foi uma atriz de teatro e cinema norte-americana. Ela nasceu nos Estados Unidos, mais tarde mudou-se para Grã-Bretanha. Em meados de 1920, ela teve vários papéis principais em filmes mudos britânicos. Ela faleceu em 1 de maio de 1927 na Suíça.

## Filmografia selecionada
- The Secret Kingdom (1925)
- A Girl of London (1925)
- The Chinese Bungalow (1926)